# FA Cup 2012-13
La Budweiser FA Cup 2012-13 fue la 132.ª edición del torneo de fútbol más antiguo del mundo, la Copa de Inglaterra. Por segunda vez consecutiva, fue auspiciada por la marca de cervezas Budweiser.
Para participar en el certamen, un total de 833 clubes se inscribieron y 758 fueron aceptados y entraron en la competición. Las rondas preliminares iniciaron el 11 de agosto de 2012 y la final se disputó el 11 de mayo de 2013 en el Estadio de Wembley.
El equipo campeón fue el Wigan Athletic, que obtuvo un cupo a la fase de grupos de la próxima edición de la Liga Europea de la UEFA, por primera vez en la historia, tras derrotar a Manchester City por el marcador de 0-1.

## Calendario
| Ronda                        | Fecha de juego           | N.º de partidos | Clubes    | Nuevos participantes | Ligas de nuevos participantes                                                              |
| ---------------------------- | ------------------------ | --------------- | --------- | -------------------- | ------------------------------------------------------------------------------------------ |
| Ronda extra preliminar       | 11 de agosto de 2012     | 200             | 758 a 558 | 400: 359.º a 758.º   | Niveles 9, 10 y 11 del Sistema de ligas de fútbol de Inglaterra                            |
| Ronda preliminar             | 25 de agosto de 2012     | 166             | 558 a 392 | 132: 227.º a 358.º   | Nivel 8 del Sistema de ligas de fútbol de Inglaterra                                       |
| Primera ronda clasificatoria | 8 de septiembre de 2012  | 116             | 392 a 276 | 66: 161.º a 226.º    | Nivel 7 del Sistema de ligas de fútbol de Inglaterra                                       |
| Segunda ronda clasificatoria | 22 de septiembre de 2012 | 80              | 276 a 196 | 44: 117.º a 160.º    | Nivel 6 del Sistema de ligas de fútbol de Inglaterra (Conference North y Conference South) |
| Tercera ronda clasificatoria | 6 de octubre de 2012     | 40              | 196 a 156 | Ninguno              | Ninguno                                                                                    |
| Cuarta ronda clasificatoria  | 20 de octubre de 2012    | 32              | 156 a 124 | 24: 93.º a 116.º     | Nivel 5 del Sistema de ligas de fútbol de Inglaterra (Conference National)                 |
| Primera fase                 | 3 de noviembre de 2012   | 40              | 124 a 84  | 48: 45.º a 92.º      | Football League One y Football League Two                                                  |
| Segunda fase                 | 1 de diciembre de 2012   | 20              | 84 a 64   | Ninguno              | Ninguno                                                                                    |
| Treintaidosavos de final     | 5 de enero de 2013       | 32              | 64 a 32   | 44: 1º a 44.º        | Premier League y Football League Championship                                              |
| Dieciseisavos de final       | 26 de enero de 2013      | 16              | 32 a 16   | Ninguno              | Ninguno                                                                                    |
| Octavos de final             | 16 de febrero de 2013    | 8               | 16 a 8    | Ninguno              | Ninguno                                                                                    |
| Cuartos de final             | 9 de marzo de 2013       | 4               | 8 a 4     | Ninguno              | Ninguno                                                                                    |
| Semifinal                    | 13 y 14 de abril de 2013 | 2               | 4 a 2     | Ninguno              | Ninguno                                                                                    |
| Final                        | 11 de mayo de 2013       | 1               | 2 a 1     | Ninguno              | Ninguno                                                                                    |

## Rondas clasificatorias
Todos los equipos participantes no pertenecientes a la Premier League o a la Football League compitieron en las rondas clasificatorias.

## Primera fase
En esta etapa de la FA Cup se hicieron presentes los clubes pertenecientes a la Football League One y a la Football League Two, junto a los ganadores de los encuentros de la cuarta ronda clasificatoria. El sorteo se realizó el 21 de octubre de 2012 y los partidos fueron programados entre el 2 y 4 de noviembre de 2011. Yate Town y Slough Town son los clubes de más baja categoría que entraron a la primera fase. Ambos pertenecientes al octavo nivel del sistema de fútbol inglés.
| 2 de noviembre de 2012 19:30 | Cambridge City (7) | 0 – 0           | Milton Keynes Dons (3) | City Ground, Cambridge                                  |                                                         |
|                              |                    | reporte Reporte |                        | Asistencia: 1.564 espectadores Árbitro(s): James Adcock | Asistencia: 1.564 espectadores Árbitro(s): James Adcock |

| 3 de noviembre de 2012 13:00 | Hereford United (5)              | 3–1     | Shrewsbury Town (3) | Edgar Street, Hereford                                 |                                                        |
|                              | Evans 3' · Bowman 12' 73' (pen.) | Reporte | Summerfield 30'     | Asistencia: 3.251 espectadores Árbitro(s): Gary Sutton | Asistencia: 3.251 espectadores Árbitro(s): Gary Sutton |

| 3 de noviembre de 2012 14:00 | Boreham Wood (6) | 0 – 2   | Brentford (3)                 | Meadow Park, Borehamwood                                |                                                         |
|                              |                  | Reporte | Donaldson 16' · Forrester 44' | Asistencia: 1.495 espectadores Árbitro(s): Robert Lewis | Asistencia: 1.495 espectadores Árbitro(s): Robert Lewis |

| 3 de noviembre de 2012 15:00 | Kidderminster Harriers (5) | 0 – 2   | Oldham Athletic (3)      | Aggborough, Kidderminster                             |                                                       |
|                              |                            | Reporte | Montaño 52' · Baxter 65' | Asistencia: 2.888 espectadores Árbitro(s): David Webb | Asistencia: 2.888 espectadores Árbitro(s): David Webb |

| 3 de noviembre de 2012 15:00 | Chelmsford City (6)            | 3 – 1   | Colchester United (3) | Melbourne Stadium, Chelmsford                             |                                                           |
|                              | Simmonds 23' 63' · Slabber 89' | Reporte | Rose 70'              | Asistencia: 3.016 espectadores Árbitro(s): Michael Naylor | Asistencia: 3.016 espectadores Árbitro(s): Michael Naylor |

| 3 de noviembre de 2012 15:00 | Metropolitan Police (7) | 1 – 2   | Crawley Town (3)         | Imber Court, Molesey                                     |                                                          |
|                              | Tait 83'                | Reporte | Simpson 36' · Clarke 69' | Asistencia: 1.485 espectadores Árbitro(s): Trevor Kettle | Asistencia: 1.485 espectadores Árbitro(s): Trevor Kettle |

| 3 de noviembre de 2012 15:00 | Luton Town (5) | 1 – 1   | Nuneaton Town (5) | Kenilworth Road, Luton                                    |                                                           |
|                              | Rendell 84'    | Reporte | Waite 20'         | Asistencia: 3.089 espectadores Árbitro(s): Robert Whitton | Asistencia: 3.089 espectadores Árbitro(s): Robert Whitton |

| 3 de noviembre de 2012 15:00 | Portsmouth (3) | 0 – 2   | Notts County (3)        | Fratton Park, Portsmouth                                    |                                                             |
|                              |                | Reporte | Zoko 45+1' · Arquin 56' | Asistencia: 7.560 espectadores Árbitro(s): Darren Sheldrake | Asistencia: 7.560 espectadores Árbitro(s): Darren Sheldrake |

| 3 de noviembre de 2012 15:00 | Bishop's Stortford (6) | 1 – 2   | Hastings United (7)   | Woodside Park, Bishop's Stortford                          |                                                            |
|                              | Johnson 7'             | Reporte | Ray 70' · Attwood 88' | Asistencia: 1.212 espectadores Árbitro(s): Hiroyuki Kimura | Asistencia: 1.212 espectadores Árbitro(s): Hiroyuki Kimura |

| 3 de noviembre de 2012 15:00 | Fleetwood Town (4)                      | 3 – 0   | Bromley (6) | Highbury Stadium, Fleetwood                           |                                                       |
|                              | Ball 11' · Parkin 17' (pen.) 43' (pen.) | Reporte |             | Asistencia: 1.696 espectadores Árbitro(s): Ross Joyce | Asistencia: 1.696 espectadores Árbitro(s): Ross Joyce |

| 3 de noviembre de 2012 15:00 | Forest Green Rovers (5)  | 2 – 3   | Port Vale (4)                              | The New Lawn, Nailsworth                                |                                                         |
|                              | Norwood 34' · Oshodi 49' | Reporte | Vincent 7' · McDonald 12' · Williamson 80' | Asistencia: 1.753 espectadores Árbitro(s): Philip Gibbs | Asistencia: 1.753 espectadores Árbitro(s): Philip Gibbs |

| 3 de noviembre de 2012 15:00 | Torquay United (4) | 0 – 1   | Harrogate Town (6) | Plainmoor, Torquay                                       |                                                          |
|                              |                    | Reporte | Chilaka 20'        | Asistencia: 1.817 espectadores Árbitro(s): Wayne Barratt | Asistencia: 1.817 espectadores Árbitro(s): Wayne Barratt |

| 3 de noviembre de 2012 15:00 | Bournemouth (3)                           | 4 – 0   | Dagenham & Redbridge (4) | Dean Court, Bournemouth                                   |                                                           |
|                              | McQuoid 30' 79' · Pugh 59' · Fogden 90+1' | Reporte |                          | Asistencia: 5.827 espectadores Árbitro(s): Darren Deadman | Asistencia: 5.827 espectadores Árbitro(s): Darren Deadman |

| 3 de noviembre de 2012 15:00 | Morecambe (4) | 1 – 1   | Rochdale (4) | Globe Arena, Morecambe                                    |                                                           |
|                              | Fleming 12'   | Reporte | Kennedy 72'  | Asistencia: 1,839 espectadores Árbitro(s): Stephen Martin | Asistencia: 1,839 espectadores Árbitro(s): Stephen Martin |

| 3 de noviembre de 2012 15:00 | Swindon Town (3) | 0 – 2   | Macclesfield Town (5)            | County Ground, Swindon                                 |                                                        |
|                              |                  | Reporte | Diagne 63' · Thompson 90' (a.g.) | Asistencia: 6.408 espectadores Árbitro(s): Andy Davies | Asistencia: 6.408 espectadores Árbitro(s): Andy Davies |

| 3 de noviembre de 2012 15:00 | Cheltenham Town (4)                             | 3 – 0   | Yate Town (8) | Whaddon Road, Cheltenham                                  |                                                           |
|                              | Thomas 3' (a.g.) · Mohamed 65' · Zebroski 90+2' | Reporte |               | Asistencia: 3.055 espectadores Árbitro(s): David Phillips | Asistencia: 3.055 espectadores Árbitro(s): David Phillips |

| 3 de noviembre de 2012 15:00 | Coventry City (3)                      | 3 – 0   | Arlesey Town (7) | Ricoh Arena, Coventry                                   |                                                         |
|                              | Ball 28' · Christie 63' · Jennings 89' | Reporte |                  | Asistencia: 6.594 espectadores Árbitro(s): Kevin Wright | Asistencia: 6.594 espectadores Árbitro(s): Kevin Wright |

| 3 de noviembre de 2012 15:00 | York City (4) | 1 – 1   | AFC Wimbledon (4) | Bootham Crescent, York                                   |                                                          |
|                              | Reed 62'      | Reporte | Strutton 80'      | Asistencia: 2.752 espectadores Árbitro(s): Richard Clark | Asistencia: 2.752 espectadores Árbitro(s): Richard Clark |

| 3 de noviembre de 2012 15:00 | Bury (3)  | 1 – 0   | Exeter City (4) | Gigg Lane, Bury                                            |                                                            |
|                              | Sodje 35' | Reporte |                 | Asistencia: 1.821 espectadores Árbitro(s): Tony Harrington | Asistencia: 1.821 espectadores Árbitro(s): Tony Harrington |

| 3 de noviembre de 2012 15:00 | Chesterfield (4)                                                            | 6 – 1   | Hartlepool United (3) | Proact Stadium, Chesterfield                                     |                                                                  |
|                              | Boden 16' · Randall 29' · Clay 42' · Forbes 54' · Lester 79' · Westcarr 90' | Reporte | Sweeney 78'           | Asistencia: 3.083 espectadores Árbitro(s): Christopher Sarginson | Asistencia: 3.083 espectadores Árbitro(s): Christopher Sarginson |

| 3 de noviembre de 2012 15:00 | Doncaster Rovers (3)                | 3 – 1   | Bradford Park Avenue (6) | Keepmoat Stadium, Doncaster                               |                                                           |
|                              | M. Woods 27' · Hume 36' · Brown 76' | Reporte | Marshall 56'             | Asistencia: 4.602 espectadores Árbitro(s): Jeremy Simpson | Asistencia: 4.602 espectadores Árbitro(s): Jeremy Simpson |

| 3 de noviembre de 2012 15:00 | Gillingham (4)                                              | 4 – 0   | Scunthorpe United (3) | Priestfield Stadium, Gillingham                         |                                                         |
|                              | Fish 59' · Burton 65' · Kedwell 76' (pen.) · Birchall 90+3' | Reporte |                       | Asistencia: 4.017 espectadores Árbitro(s): Andy Woolmer | Asistencia: 4.017 espectadores Árbitro(s): Andy Woolmer |

| 3 de noviembre de 2012 15:00 | Aldershot Town (4) | 2 – 1   | Hendon (7)    | Recreation Ground, Aldershot                            |                                                         |
|                              | Hylton 57' 85'     | Reporte | Cracknell 28' | Asistencia: 1.822 espectadores Árbitro(s): Simon Hooper | Asistencia: 1.822 espectadores Árbitro(s): Simon Hooper |

| 3 de noviembre de 2012 15:00 | Lincoln City (5) | 1 – 1   | Walsall (3)  | Sincil Bank, Lincoln                                    |                                                         |
|                              | Taylor 45+1'     | Reporte | Bowerman 87' | Asistencia: 2.032 espectadores Árbitro(s): Scott Duncan | Asistencia: 2.032 espectadores Árbitro(s): Scott Duncan |

| 3 de noviembre de 2012 15:00 | Wrexham (5)                   | 2 – 4   | Alfreton Town (5)                                      | Racecourse Ground, Wrexham                                   |                                                              |
|                              | Ashton 2' (pen.) · Wright 85' | Reporte | Clayton 27' · Bradley 60' (pen.) · Tomlinson 79' 90+2' | Asistencia: 2.409 espectadores Árbitro(s): Nicholas Kinseley | Asistencia: 2.409 espectadores Árbitro(s): Nicholas Kinseley |

| 3 de noviembre de 2012 15:00 | Southend United (4)                 | 3 – 0   | Stockport County (5) | Roots Hall, Southend-on-Sea                                |                                                            |
|                              | Corr 33' · Laird 85' · Eastwood 88' | Reporte |                      | Asistencia: 3.084 espectadores Árbitro(s): Iain Williamson | Asistencia: 3.084 espectadores Árbitro(s): Iain Williamson |

| 3 de noviembre de 2012 15:00 | Crewe Alexandra (3)                            | 4 – 1   | Wycombe Wanderers (4) | Alexandra Stadium, Crewe                                 |                                                          |
|                              | Pogba 19' · Ellis 40' · Aneke 62' · Murphy 77' | Reporte | Spring 13'            | Asistencia: 2.417 espectadores Árbitro(s): Andrew Madley | Asistencia: 2.417 espectadores Árbitro(s): Andrew Madley |

| 3 de noviembre de 2012 15:00 | Bristol Rovers (4) | 1 – 2   | Sheffield United (3)      | Memorial Stadium, Bristol                              |                                                        |
|                              | Clarkson 5'        | Reporte | Blackman 53' · Porter 62' | Asistencia: 4.712 espectadores Árbitro(s): Fred Graham | Asistencia: 4.712 espectadores Árbitro(s): Fred Graham |

| 3 de noviembre de 2012 15:00 | Mansfield Town (5) | 0 – 0   | Slough Town (8) | Field Mill, Mansfield                                  |                                                        |
|                              |                    | Reporte |                 | Asistencia: Jumpei Lida espectadores Árbitro(s): 1.686 | Asistencia: Jumpei Lida espectadores Árbitro(s): 1.686 |

| 3 de noviembre de 2012 15:00 | Barnet (4) | 0 – 2   | Oxford United (4)        | Underhill Stadium, Londres                              |                                                         |
|                              |            | Reporte | Constable 56' · Rigg 80' | Asistencia: 2.346 espectadores Árbitro(s): Tim Robinson | Asistencia: 2.346 espectadores Árbitro(s): Tim Robinson |

| 3 de noviembre de 2012 15:00 | Rotherham United (4)                | 3 – 2   | Stevenage (3)          | New York Stadium, Rotherham                               |                                                           |
|                              | Bradley 30' · Frecklington 53', 56' | Reporte | Dunne 58' · Morais 72' | Asistencia: 4.324 espectadores Árbitro(s): Eddie Ilderton | Asistencia: 4.324 espectadores Árbitro(s): Eddie Ilderton |

| 3 de noviembre de 2012 15:00 | AFC Fylde (7) | 1 – 4   | Accrington Stanley (4)   | Kellamergh Park, Warton                                |                                                        |
|                              | Farrell 90'   | Reporte | Hatfield 32' 45' 77' 86' | Asistencia: 1.213 espectadores Árbitro(s): David Coote | Asistencia: 1.213 espectadores Árbitro(s): David Coote |

| 3 de noviembre de 2012 15:00 | Guiseley (6)               | 2 – 2   | Barrow (5)             | Nethermoor Park, Guiseley                                        |                                                                  |
|                              | Brooksby 14' · Boshell 35' | Reporte | Boyes 44' · Hunter 48' | Asistencia: 1.605 espectadores Árbitro(s): Sebastian Stockbridge | Asistencia: 1.605 espectadores Árbitro(s): Sebastian Stockbridge |

| 3 de noviembre de 2012 15:00 | Northampton Town (4) | 1 – 1   | Bradford City (4) | Sixfields Stadium, Northampton                              |                                                             |
|                              | Moult 61'            | Reporte | Atkinson 32'      | Asistencia: 2.512 espectadores Árbitro(s): Geoff Eltringham | Asistencia: 2.512 espectadores Árbitro(s): Geoff Eltringham |

| 3 de noviembre de 2012 15:00 | Preston North End (3)                | 3 – 0   | Yeovil Town (3) | Deepdale, Preston                                      |                                                        |
|                              | Byrom 38' · Amoo 41' · Robertson 70' | Reporte |                 | Asistencia: 4.757 espectadores Árbitro(s): Andy Haines | Asistencia: 4.757 espectadores Árbitro(s): Andy Haines |

| 3 de noviembre de 2012 15:00 | Carlisle United (3)                                    | 4 – 2   | Ebbsfleet United (5)   | Brunton Park, Carlisle                                 |                                                        |
|                              | Symington 45+1' · Noble 61' · Berrett 81' · Garner 87' | Reporte | Elder 58' · Howe 90+3' | Asistencia: 2.373 espectadores Árbitro(s): Darren Bond | Asistencia: 2.373 espectadores Árbitro(s): Darren Bond |

| 4 de noviembre de 2012 15:00 | Burton Albion (4)                      | 3 – 3   | Altrincham (6)                                        | Pirelli Stadium, Burton upon Trent                      |                                                         |
|                              | Diamond 53' · Maghoma 77' · Zola 90+3' | Reporte | Rodgers 29' · Stanton 34' (a.g.) · McCrory 85' (a.g.) | Asistencia: 1.989 espectadores Árbitro(s): Michael Bull | Asistencia: 1.989 espectadores Árbitro(s): Michael Bull |

| 4 de noviembre de 2012 16:30 | Dorchester Town (6) | 1 – 0   | Plymouth Argyle (4) | The Avenue Stadium, Dorchester                         |                                                        |
|                              | Gosling 49'         | Reporte |                     | Asistencia: 3.196 espectadores Árbitro(s): Lee Collins | Asistencia: 3.196 espectadores Árbitro(s): Lee Collins |

| 13 de noviembre de 2012 19:45 | Braintree Town (5) | 0 – 3 | Tranmere Rovers (3)                     | Cressing Road, Braintree                                   |                                                            |
|                               |                    |       | Thompson 24' · Stockton 53' · Power 90' | Asistencia: 1.503 espectadores Árbitro(s): Dean Whitestone | Asistencia: 1.503 espectadores Árbitro(s): Dean Whitestone |

| 14 de noviembre de 2012 19:45 | Gloucester City (6) | 0 – 2   | Leyton Orient (3)    | Whaddon Road, Cheltenham                                  |                                                           |
|                               |                     | Reporte | Mooney 87' · Cox 88' | Asistencia: 1.381 espectadores Árbitro(s): Steven Rushton | Asistencia: 1.381 espectadores Árbitro(s): Steven Rushton |

Replays
| 13 de noviembre de 2012 19:45 | Milton Keynes Dons (3) | 6 – 1 | Cambridge City (7) | Stadium mk, Milton Keynes      |                                |
|                               |                        |       | Theobald 60'       | Asistencia: 4.126 espectadores | Asistencia: 4.126 espectadores |

| 13 de noviembre de 2012 19:45 | Nuneaton Town (5) | 0 – 2 | Luton Town (5)         | Liberty Way, Nuneaton          |                                |
|                               |                   |       | Rendell 22' 72' (pen.) | Asistencia: 1.596 espectadores | Asistencia: 1.596 espectadores |

| 13 de noviembre de 2012 19:45 | Rochdale (4) | 0 – 1 | Morecambe (4) | Spotland Stadium, Rochdale     |                                |
|                               |              |       | McDonald 44'  | Asistencia: 1.675 espectadores | Asistencia: 1.675 espectadores |

| 12 de noviembre de 2012 19:45 | AFC Wimbledon (4)                            | 4 – 3 (t. s.) | York City (4)                    | Kingsmeadow, Kingston upon Thames                       |                                                         |
|                               | Strutton 34' 78' · Harrison 97' · Midson 99' |               | Brown 22' (a.g.) · Reed 90' 119' | Asistencia: 1.954 espectadores Árbitro(s): Keith Stroud | Asistencia: 1.954 espectadores Árbitro(s): Keith Stroud |

| 13 de noviembre de 2012 19:45 | Walsall (3)                   | 2 – 3 (t. s.) | Lincoln City (5)             | Bescot Stadium, Walsall        |                                |
|                               | Taundry 81' · Paterson 120+2' |               | Power 50' · Oliver 102' 118' | Asistencia: 1.762 espectadores | Asistencia: 1.762 espectadores |

| 13 de noviembre de 2012 19:45 | Slough Town (8)          | 1 – 1 (t. s.)(1 – 4 p.)    | Mansfield Town (5)                   | Holloways Park, Beaconsfield   |                                |
|                               | Bowden-Haase 66'         |                            | Woozley 45+2' (a.g.)                 | Asistencia: 1.593 espectadores | Asistencia: 1.593 espectadores |
|                               |                          | Tiros desde el punto penal |                                      |                                |                                |
|                               | Swift · Burgess · Sonner |                            | Clements · Briscoe · Rhead · Speight |                                |                                |

| 13 de noviembre de 2012 19:45 | Barrow (5)   | 1–0 | Guiseley (6) | Holker Street, Barrow-in-Furness |                                |
|                               | Hunter 90+2' |     |              | Asistencia: 1.402 espectadores   | Asistencia: 1.402 espectadores |

| 13 de noviembre de 2012 19:45 | Bradford City (4)                               | 3 – 3 (t. s.)(4 – 2 p.)    | Northampton Town (4)                                 | Valley Parade, Bradford        |                                |
|                               | Atkinson 35' · Wells 90' (pen.) · McHugh 120+1' |                            | Demontagnac 43' (pen.) · Platt 90+3' · Langmead 109' | Asistencia: 2.951 espectadores | Asistencia: 2.951 espectadores |
|                               |                                                 | Tiros desde el punto penal |                                                      |                                |                                |
|                               | Jones · Atkinson · Darby · Ravenhill            |                            | Platt · East · Langmead · Hornby                     |                                |                                |

| 15 de noviembre de 2012 19:45 | Altrincham (6) | 0–2 | Burton Albion (4)     | Moss Lane, Altrincham                                   |                                                         |
|                               |                |     | Palmer 64' · Zola 75' | Asistencia: 2.428 espectadores Árbitro(s): Carl Boyeson | Asistencia: 2.428 espectadores Árbitro(s): Carl Boyeson |

## Segunda fase
El sorteo fue realizado el 4 de noviembre de 2012 y los encuentros fueron programados para el 1 y 2 de diciembre.
Hastings United, del séptimo nivel del fútbol inglés, fue el equipo menos "rankeado" que accedió a la segunda fase.
| 30 de noviembre de 2012 19:45 | Bradford City (4) | 1 – 1   | Brentford (3) | Valley Parade, Bradford                                |                                                        |
|                               | Hanson 70'        | Reporte | Donaldson 43' | Asistencia: 3,620 espectadores Árbitro(s): Gary Sutton | Asistencia: 3,620 espectadores Árbitro(s): Gary Sutton |

| 1 de diciembre de 2012 15:00 | Preston North End (3)     | 2 – 0   | Gillingham (4) | Deepdale, Preston                                 |                                                   |
|                              | Monakana 12' · Beavon 38' | Reporte |                | Asistencia: 5.271 espectadores Árbitro(s): Kettle | Asistencia: 5.271 espectadores Árbitro(s): Kettle |

| 1 de diciembre de 2012 15:00 | Bury (3)           | 1 – 1   | Southend United (4) | Gigg Lane, Bury                                   |                                                   |
|                              | Doherty 33' (pen.) | Reporte | Tomlin 41'          | Asistencia: 2.391 espectadores Árbitro(s): Haines | Asistencia: 2.391 espectadores Árbitro(s): Haines |

| 1 de diciembre de 2012 15:00 | Sheffield United (3) | 2 – 1   | Port Vale (4) | Bramall Lane, Sheffield                            |                                                    |
|                              | Miller 90', 90'      | Reporte | Pope 33'      | Asistencia: 10.215 espectadores Árbitro(s): Wright | Asistencia: 10.215 espectadores Árbitro(s): Wright |

| 1 de diciembre de 2012 15:00 | Carlisle United (3) | 1 – 3   | Bournemouth (3)                    | Brunton Park, Carlisle                             |                                                    |
|                              | Beck 72'            | Reporte | Fogden 30' · O'Kane 36' · Pugh 90' | Asistencia: 2.980 espectadores Árbitro(s): Tierney | Asistencia: 2.980 espectadores Árbitro(s): Tierney |

| 1 de diciembre de 2012 15:00 | Crewe Alexandra (3) | 0 – 1   | Burton Albion (4) | Alexandra Stadium, Crewe                             |                                                      |
|                              |                     | Reporte | Zola 5'           | Asistencia: 3.065 espectadores Árbitro(s): Salisbury | Asistencia: 3.065 espectadores Árbitro(s): Salisbury |

| 1 de diciembre de 2012 15:00 | Luton Town (5)         | 2 – 1   | Dorchester Town (6) | Kenilworth Road, Luton                                |                                                       |
|                              | Gray 30' · Lawless 68' | Reporte | Pugh 71'            | Asistencia: 3.287 espectadores Árbitro(s): Carl Berry | Asistencia: 3.287 espectadores Árbitro(s): Carl Berry |

| 1 de diciembre de 2012 15:00 | Oldham Athletic (3)             | 3 – 1   | Doncaster Rovers (3) | Boundary Park, Oldham                             |                                                   |
|                              | Wabara 45' · Derbyshire 70' 77' | Reporte | Blake 4'             | Asistencia: 2.783 espectadores Árbitro(s): Miller | Asistencia: 2.783 espectadores Árbitro(s): Miller |

| 1 de diciembre de 2012 15:00 | Tranmere Rovers (3)       | 2 − 1   | Chesterfield (4) | Prenton Park, Birkenhead                          |                                                   |
|                              | Stockton 42' · McGurk 57' | Reporte | Cooper 31'       | Asistencia: 3.781 espectadores Árbitro(s): Madley | Asistencia: 3.781 espectadores Árbitro(s): Madley |

| 1 de diciembre de 2012 15:00 | Rotherham United (4) | 1 – 1   | Notts County (3) | New York Stadium, Rotherham                         |                                                     |
|                              | Pringle 42'          | Reporte | Arquin 32'       | Asistencia: 7.903 espectadores Árbitro(s): Drysdale | Asistencia: 7.903 espectadores Árbitro(s): Drysdale |

| 1 de diciembre de 2012 15:00 | Accrington Stanley (4)                     | 3 – 3   | Oxford United (4)                        | Crown Ground, Accrington                           |                                                    |
|                              | Lindfield 25' · Beattie 80' · Molyneux 90' | Reporte | Pittman 12' · Constable 86' · Raynes 90' | Asistencia: 1.195 espectadores Árbitro(s): Woolmer | Asistencia: 1.195 espectadores Árbitro(s): Woolmer |

| 1 de diciembre de 2012 13:00 | Lincoln City (5)           | 3 – 3   | Mansfield Town (5)                  | Sincil Bank, Lincoln                               |                                                    |
|                              | Power 45' 66' · Taylor 47' | Reporte | Green 21' · Briscoe 53' · Rhead 90' | Asistencia: 4.127 espectadores Árbitro(s): Haywood | Asistencia: 4.127 espectadores Árbitro(s): Haywood |

| 1 de diciembre de 2012 13:00 | Harrogate Town (6) | 1 – 1   | Hastings United (7) | Wetherby Road, Harrogate                         |                                                  |
|                              | Platt 41'          | Reporte | Crellin 61'         | Asistencia: 2.986 espectadores Árbitro(s): Brown | Asistencia: 2.986 espectadores Árbitro(s): Brown |

| 1 de diciembre de 2012 15:00 | Coventry City (3)                 | 2 – 1   | Morecambe (4) | Ricoh Arena, Coventry                              |                                                    |
|                              | McSheffrey 38' (pen.) · Baker 46' | Reporte | Ellison 77'   | Asistencia: 6.339 espectadores Árbitro(s): Boyeson | Asistencia: 6.339 espectadores Árbitro(s): Boyeson |

| 1 de diciembre de 2012 15:00 | Crawley Town (3)                              | 3 – 0   | Chelmsford City (6) | Broadfield Stadium, Crawley                          |                                                      |
|                              | Adams 23' · Clarke 41' · Alexander 89' (pen.) | Reporte |                     | Asistencia: 3.012 espectadores Árbitro(s): Sarginson | Asistencia: 3.012 espectadores Árbitro(s): Sarginson |

| 1 de diciembre de 2012 15:00 | Fleetwood Town (4)   | 2 – 3   | Aldershot Town (4)             | Highbury Stadium, Fleetwood                           |                                                       |
|                              | Brown 11' · Ball 88' | Reporte | Hylton 19', 75' · Vincenti 45' | Asistencia: 1.757 espectadores Árbitro(s): Phil Gibbs | Asistencia: 1.757 espectadores Árbitro(s): Phil Gibbs |

| 2 de diciembre de 2012 12:30 | Milton Keynes Dons (3)      | 2 – 1   | AFC Wimbledon (4) | Stadium mk, Milton Keynes                             |                                                       |
|                              | Gleeson 45' · Otsemobor 90' | Reporte | Midson 59'        | Asistencia: 16.459 espectadores Árbitro(s): Mathieson | Asistencia: 16.459 espectadores Árbitro(s): Mathieson |

| 2 de diciembre de 2012 15:15 | Alfreton Town (5)               | 2 – 4   | Leyton Orient (3)            | North Street, Alfreton                                   |                                                          |
|                              | Paul Clayton 4' · Tomlinson 52' | Reporte | Cox 25' 86' · Mooney 30' 36' | Asistencia: 1.104 espectadores Árbitro(s): Robert Madley | Asistencia: 1.104 espectadores Árbitro(s): Robert Madley |

| 3 de diciembre de 2012 19:45 | Cheltenham Town (4) | 1 – 1   | Hereford United (5) | Whaddon Road, Cheltenham                          |                                                   |
|                              | Harrad 16'          | Reporte | O'Keefe 20'         | Asistencia: 5.070 espectadores Árbitro(s): Pawson | Asistencia: 5.070 espectadores Árbitro(s): Pawson |

| 18 de diciembre de 2012 19:45 | Barrow (5) | 1 - 1   | Macclesfield Town (5) | Holker Street, Barrow-in-Furness |                  |
|                               | Baker 29'  | Reporte | Charnock 19'          | Árbitro(s): Webb                 | Árbitro(s): Webb |

Replays
| 11 de diciembre de 2012 19:45 | Southend United (4)                  | 1 – 1 (t. s.)(3 – 2 p.)    | Bury (3)                                         | Roots Hall, Southend-on-Sea                         |                                                     |
|                               | Tomlin 63'                           | Reporte                    | Thompson 59'                                     | Asistencia: 3.043 espectadores Árbitro(s): Langford | Asistencia: 3.043 espectadores Árbitro(s): Langford |
|                               |                                      | Tiros desde el punto penal |                                                  |                                                     |                                                     |
|                               | Eastwood · Clohessy · Hurst · Tomlin |                            | Schumacher · Doherty · Worrall · Hewitt · Hughes |                                                     |                                                     |

| 11 de diciembre de 2012 19:45 | Hereford United (5) | 1 – 2 (t. s.) | Cheltenham Town (4)         | Edgar Street, Hereford                                |                                                       |
|                               | Clucas 74'          | Reporte       | Harrad 45+3' · Mohamed 114' | Asistencia: 5.026 espectadores Árbitro(s): Whitestone | Asistencia: 5.026 espectadores Árbitro(s): Whitestone |

| 12 de diciembre de 2012 19:45 | Mansfield Town (5)              | 2 – 1   | Lincoln City (5) | Field Mill, Mansfield                                |                                                      |
|                               | Farman 14' (a.g.) · Briscoe 77' | Reporte | Smith 41'        | Asistencia: 5.304 espectadores Árbitro(s): Sheldrake | Asistencia: 5.304 espectadores Árbitro(s): Sheldrake |

| 13 de diciembre de 2012 19:45 | Hastings United (7)                                  | 1 - 1 (t. s.)(5 - 4 p.)    | Harrogate Town (6)                           | The Pilot Field, Hastings                          |                                                    |
|                               | Carey 47' (pen.)                                     | Reporte                    | Platt 90'                                    | Asistencia: 4,028 espectadores Árbitro(s): Russell | Asistencia: 4,028 espectadores Árbitro(s): Russell |
|                               |                                                      | Tiros desde el punto penal |                                              |                                                    |                                                    |
|                               | Dixon · Whitehead · Carey · Attwood · Ellis · Okojie |                            | Bolder · Platt · Allan · Hardy · Dean · Elam |                                                    |                                                    |

| 18 de diciembre de 2012 19:45 | Brentford (3)                                            | 4 - 2 (t. s.) | Bradford City (4)      | Griffin Park, Brentford                          |                                                  |
|                               | Trotta 45' (pen.) 102' · Donaldson 103' · Forrester 106' | Reporte       | Reid 34' · Connell 94' | Asistencia: 2.643 espectadores Árbitro(s): Scott | Asistencia: 2.643 espectadores Árbitro(s): Scott |

| 18 de diciembre de 2012 19:45 | Notts County (3) | 0 - 3   | Rotherham United (4)                     | Meadow Lane, Nottingham                            |                                                    |
|                               |                  | Reporte | Pringle 9' · Bradley 22' · Nardiello 41' | Asistencia: 2.990 espectadores Árbitro(s): Deadman | Asistencia: 2.990 espectadores Árbitro(s): Deadman |

| 18 de diciembre de 2012 19:45 | Oxford United (4)         | 2 - 0   | Accrington Stanley (4) | Kassam Stadium, Oxford                            |                                                   |
|                               | Constable 66' · Leven 79' | Reporte |                        | Asistencia: 2.566 espectadores Árbitro(s): Hooper | Asistencia: 2.566 espectadores Árbitro(s): Hooper |

| 29 de diciembre de 2012 | Macclesfield Town (5)                           | 4 - 1   | Barrow (5) | Moss Rose, Macclesfield                          |                                                  |
|                         | Kissock 7' · Holroyd 16' 69' · Barnes-Homer 67' | Reporte | Boyes 17'  | Asistencia: 1.554 espectadores Árbitro(s): Gibbs | Asistencia: 1.554 espectadores Árbitro(s): Gibbs |

## Treintaidosavos de final
Los vencedores en sus respectivos encuentros por la segunda fase se enfrentaron a los 20 equipos que conforman la Barclays Premier League y los 24 clubes de la Football League Championship en la tercera ronda o trentaidosavos de final. El sorteo se realizó el 2 de diciembre de 2012 y los partidos se jugaron entre el 5 y 7 de enero de 2013. Como en las rondas previas, si se producía un empate en el primer partido, se jugaría un "replay".
Hastings United es el conjunto de menor división que alcanza esta ronda pues pertenece al séptimo nivel del sistema de ligas inglés.
| 5 de enero de 2013 12:30 | Brighton & Hove Albion (2) | 2 - 0   | Newcastle United (1) | Falmer Stadium, Falmer                                  |                                                         |
|                          | Orlandi 33' · Hoskins 87'  | Reporte |                      | Asistencia: 21.740 espectadores Árbitro(s): Lee Probert | Asistencia: 21.740 espectadores Árbitro(s): Lee Probert |

| 5 de enero de 2013 15:00 | Crystal Palace (2) | 0 - 0   | Stoke City (1) | Selhurst Park, South Norwood                               |                                                            |
|                          |                    | Reporte |                | Asistencia: 13.693 espectadores Árbitro(s): Neil Swarbrick | Asistencia: 13.693 espectadores Árbitro(s): Neil Swarbrick |

| 5 de enero de 2013 15:00 | Tottenham Hotspur (1)      | 3 - 0   | Coventry City (3) | White Hart Lane, Londres                           |                                                    |
|                          | Dempsey 14' 37' · Bale 33' | Reporte |                   | Asistencia: 35.766 espectadores Árbitro(s): Naylor | Asistencia: 35.766 espectadores Árbitro(s): Naylor |

| 5 de enero de 2013 15:00 | Wigan Athletic (1) | 1 - 1   | Bournemouth (3) | DW Stadium, Wigan                                        |                                                          |
|                          | Gómez 70'          | Reporte | O'Kane 41'      | Asistencia: 8.199 espectadores Árbitro(s): Robert Madley | Asistencia: 8.199 espectadores Árbitro(s): Robert Madley |

| 5 de enero de 2013 15:00 | Fulham (1)     | 1 - 1   | Blackpool (2) | Craven Cottage, Londres                               |                                                       |
|                          | Karagounis 80' | Reporte | Sylvestre 60' | Asistencia: 14.473 espectadores Árbitro(s): Lee Mason | Asistencia: 14.473 espectadores Árbitro(s): Lee Mason |

| 5 de enero de 2013 15:00 | Aston Villa (1)        | 2 - 1   | Ipswich Town (2) | Villa Park, Birmingham                               |                                                      |
|                          | Bent 46' · Weimann 83' | Reporte | Chopra 31'       | Asistencia: 24.854 espectadores Árbitro(s): Jon Moss | Asistencia: 24.854 espectadores Árbitro(s): Jon Moss |

| 5 de enero de 2013 15:00 | Charlton Athletic (2) | 0 - 1   | Huddersfield Town (2) | The Valley, Londres                                 |                                                     |
|                          |                       | Reporte | Beckford 11'          | Asistencia: 6.657 espectadores Árbitro(s): Drysdale | Asistencia: 6.657 espectadores Árbitro(s): Drysdale |

| 5 de enero de 2013 15:00 | Macclesfield Town (5) | 2 - 1   | Cardiff City (2) | Moss Rose, Macclesfield                           |                                                   |
|                          | Barnes-Homer 85' 88'  | Reporte | Jarvis 57'       | Asistencia: 3.165 espectadores Árbitro(s): Madley | Asistencia: 3.165 espectadores Árbitro(s): Madley |

| 5 de enero de 2013 15:00 | Barnsley (2) | 1 - 0   | Burnley (2) | Oakwell, Barnsley                                  |                                                    |
|                          | Rose 85'     | Reporte |             | Asistencia: 5.091 espectadores Árbitro(s): Tierney | Asistencia: 5.091 espectadores Árbitro(s): Tierney |

| 5 de enero de 2013 15:00 | Manchester City (1)               | 3 - 0   | Watford (2) | Estadio Ciudad de Mánchester, Manchester              |                                                       |
|                          | Tévez 25' · Barry 44' · Lopes 90' | Reporte |             | Asistencia: 46.821 espectadores Árbitro(s): Phil Dowd | Asistencia: 46.821 espectadores Árbitro(s): Phil Dowd |

| 5 de enero de 2013 15:00 | Leicester City (2)    | 2 - 0   | Burton Albion (4) | King Power Stadium, Leicester                      |                                                    |
|                          | Wood 3' · De Laet 21' | Reporte |                   | Asistencia: 14.463 espectadores Árbitro(s): D'Urso | Asistencia: 14.463 espectadores Árbitro(s): D'Urso |

| 5 de enero de 2013 15:00 | Millwall (2) | 1 - 0   | Preston North End (3) | The Den, Londres                                  |                                                   |
|                          | Feeney 31'   | Reporte |                       | Asistencia: 5.364 espectadores Árbitro(s): Pawson | Asistencia: 5.364 espectadores Árbitro(s): Pawson |

| 5 de enero de 2013 15:00 | Derby County (2)                                                    | 5 - 0   | Tranmere Rovers (3) | Pride Park Stadium, Derby                               |                                                         |
|                          | Davies 42' · Sammon 54' · Brayford 63' · Hendrick 72' · Bennett 87' | Reporte |                     | Asistencia: 11.740 espectadores Árbitro(s): Mark Halsey | Asistencia: 11.740 espectadores Árbitro(s): Mark Halsey |

| 5 de enero de 2013 15:00 | Crawley Town (3) | 1 - 3   | Reading (1)                         | Broadfield Stadium, Crawley                               |                                                           |
|                          | Adams 1'         | Reporte | Le Fondre 13' 49' (pen.) · Hunt 44' | Asistencia: 5.880 espectadores Árbitro(s): Anthony Taylor | Asistencia: 5.880 espectadores Árbitro(s): Anthony Taylor |

| 5 de enero de 2013 15:00 | Aldershot Town (4) | 3 - 1   | Rotherham United (4)    | Recreation Ground, Aldershot                    |                                                 |
|                          | Hylton 6' 23' 62'  | Reporte | Frecklington 71' (pen.) | Asistencia: 2.992 espectadores Árbitro(s): Ward | Asistencia: 2.992 espectadores Árbitro(s): Ward |

| 5 de enero de 2013 15:00 | Middlesbrough (2)                           | 4 - 1   | Hastings United (7) | Riverside Stadium, Middlesbrough                      |                                                       |
|                          | Zemmama 22' 68' · Halliday 47' · Miller 85' | Reporte | Goldburg 69'        | Asistencia: 12.579 espectadores Árbitro(s): Salisbury | Asistencia: 12.579 espectadores Árbitro(s): Salisbury |

| 5 de enero de 2013 15:00 | Oxford United (4) | 0 - 3   | Sheffield United (3)                    | Kassam Stadium, Oxford                             |                                                    |
|                          |                   | Reporte | McMahon 17' · Kitson 68' · Blackman 87' | Asistencia: 7.079 espectadores Árbitro(s): Boyeson | Asistencia: 7.079 espectadores Árbitro(s): Boyeson |

| 5 de enero de 2013 15:00 | Southampton (1) | 1 - 5   | Chelsea (1)                                                | St Mary's Stadium, Southampton                        |                                                       |
|                          | Rodriguez 22'   | Reporte | Ba 35' 61' · Moses 45' · Ivanović 52' · Lampard 83' (pen.) | Asistencia: 27.813 espectadores Árbitro(s): Mike Dean | Asistencia: 27.813 espectadores Árbitro(s): Mike Dean |

| 5 de enero de 2013 15:00 | Queens Park Rangers (1) | 1 - 1   | West Bromwich Albion (1) | Loftus Road, Londres                                        |                                                             |
|                          | Dyer 90'                | Reporte | Long 79'                 | Asistencia: 8.984 espectadores Árbitro(s): Mark Clattenburg | Asistencia: 8.984 espectadores Árbitro(s): Mark Clattenburg |

| 5 de enero de 2013 15:00 | Peterborough United (2) | 0 - 3   | Norwich City (1)                             | London Road Stadium, Peterborough                   |                                                     |
|                          |                         | Reporte | E. Bennett 30' · Jackson 41' · Snodgrass 70' | Asistencia: 13.198 espectadores Árbitro(s): Attwell | Asistencia: 13.198 espectadores Árbitro(s): Attwell |

| 5 de enero de 2013 15:00 | Bolton Wanderers (2)  | 2 - 2   | Sunderland (1)            | Reebok Stadium, Horwich                           |                                                   |
|                          | Lee 12' · Sordell 48' | Reporte | Wickham 60' · Gardner 75' | Asistencia: Jones espectadores Árbitro(s): 12.204 | Asistencia: Jones espectadores Árbitro(s): 12.204 |

| 5 de enero de 2013 15:00 | Nottingham Forest (2)        | 2 - 3   | Oldham Athletic (3)          | City Ground, Nottingham                          |                                                  |
|                          | Smith 13' (a.g.) · Sharp 90' | Reporte | Simpson 54' 58' · Baxter 61' | Asistencia: 11.293 espectadores Árbitro(s): East | Asistencia: 11.293 espectadores Árbitro(s): East |

| 5 de enero de 2013 15:00 | Hull City (2)  | 1 - 1   | Leyton Orient (3) | KC Stadium, Kingston upon Hull                        |                                                       |
|                          | Proschwitz 90' | Reporte | Mooney 78'        | Asistencia: 8.585 espectadores Árbitro(s): Williamson | Asistencia: 8.585 espectadores Árbitro(s): Williamson |

| 5 de enero de 2013 15:00 | Blackburn Rovers (2)      | 2 - 0   | Bristol City (2) | Ewood Park, Blackburn                             |                                                   |
|                          | Murphy 7' · G. Hanley 58' | Reporte |                  | Asistencia: 5.504 espectadores Árbitro(s): Miller | Asistencia: 5.504 espectadores Árbitro(s): Miller |

| 5 de enero de 2013 15:00 | Leeds United (2) | 1 - 1   | Birmingham City (2) | Elland Road, Leeds                              |                                                 |
|                          | Becchio 60'      | Reporte | Elliott 32'         | Asistencia: Foy espectadores Árbitro(s): 11.447 | Asistencia: Foy espectadores Árbitro(s): 11.447 |

| 5 de enero de 2013 15:00 | Southend United (4) | 2 - 2   | Brentford (3)                      | Roots Hall, Southend-on-Sea                           |                                                       |
|                          | Corr 39' 54'        | Reporte | Adeyemi 29' · Cresswell 38' (a.g.) | Asistencia: 5.540 espectadores Árbitro(s): Whitestone | Asistencia: 5.540 espectadores Árbitro(s): Whitestone |

| 5 de enero de 2013 15:00 | Luton Town (5) | 1 - 0   | Wolverhampton Wanderers (2) | Kenilworth Road, Luton                                     |                                                            |
|                          | Lawless 46'    | Reporte |                             | Asistencia: 9.638 espectadores Árbitro(s): Geoff Eltrigham | Asistencia: 9.638 espectadores Árbitro(s): Geoff Eltrigham |

| 5 de enero de 2013 15:00 | Sheffield Wednesday (2) | 0 - 0   | Milton Keynes Dons (3) | Hillsborough Stadium, Owlerton                     |                                                    |
|                          |                         | Reporte |                        | Asistencia: 11.462 espectadores Árbitro(s): Oliver | Asistencia: 11.462 espectadores Árbitro(s): Oliver |

| 5 de enero de 2013 17:15 | West Ham United (1) | 2 - 2   | Manchester United (1)          | Upton Park, Londres                                         |                                                             |
|                          | Collins 27' 59'     | Reporte | Cleverley 23' · van Persie 90' | Asistencia: 32.922 espectadores Árbitro(s): Martin Atkinson | Asistencia: 32.922 espectadores Árbitro(s): Martin Atkinson |

| 6 de enero de 2013 13:30 | Swansea City (1)       | 2 - 2   | Arsenal (1)              | Liberty Stadium, Swansea                                |                                                         |
|                          | Michu 58' · Graham 87' | Reporte | Podolski 81' · Gibbs 83' | Asistencia: 18.848 espectadores Árbitro(s): Howard Webb | Asistencia: 18.848 espectadores Árbitro(s): Howard Webb |

| 6 de enero de 2013 16:00 | Mansfield Town (5) | 1 - 2   | Liverpool (1)             | One Call Stadium, Mansfield                               |                                                           |
|                          | Green 79'          | Reporte | Sturridge 7' · Suárez 59' | Asistencia: 7.574 espectadores Árbitro(s): Andre Marriner | Asistencia: 7.574 espectadores Árbitro(s): Andre Marriner |

| 7 de enero de 2013 19:45 | Cheltenham Town (4) | 1 - 5   | Everton (1)                                                              | Whaddon Road, Cheltenham                                |                                                         |
|                          | Penn 51'            | Reporte | Jelavić 12' · Baines 21' (pen.) · Osman 49' · Coleman 58' · Fellaini 89' | Asistencia: 6.891 espectadores Árbitro(s): Kevin Friend | Asistencia: 6.891 espectadores Árbitro(s): Kevin Friend |

Replays
| 15 de enero de 2013 19:45 | Stoke City (1)                             | 4 - 1 (t. s.) | Crystal Palace (2) | Britannia Stadium, Stoke-on-Trent                          |                                                            |
|                           | Jones 69' · Walters 95' 110' · Jerome 120' | Reporte       | Murray 87' (pen.)  | Asistencia: 11.617 espectadores Árbitro(s): Anthony Taylor | Asistencia: 11.617 espectadores Árbitro(s): Anthony Taylor |

| 15 de enero de 2013 19:45 | Bournemouth (3) | 0 - 1   | Wigan Athletic (1) | Dean Courth, Bournemouth                            |                                                     |
|                           |                 | Reporte | Boselli 18'        | Asistencia: 8.890 espectadores Árbitro(s): Jon Moss | Asistencia: 8.890 espectadores Árbitro(s): Jon Moss |

| 15 de enero de 2013 19:45 | Sunderland (1) | 0 - 2   | Bolton Wanderers (2)   | Stadium of Light, Sunderland                             |                                                          |
|                           |                | Reporte | Sordell 64' (pen.) 73' | Asistencia: 17.505 espectadores Árbitro(s): Kevin Friend | Asistencia: 17.505 espectadores Árbitro(s): Kevin Friend |

| 15 de enero de 2013 19:45 | Leyton Orient (3) | 1 - 2 (t. s.) | Hull City (2)                 | Brisbane Road, Londres                           |                                                  |
|                           | Cox 87'           | Reporte       | Proschwitz 41' · Cairney 117' | Asistencia: 3.601 espectadores Árbitro(s): Scott | Asistencia: 3.601 espectadores Árbitro(s): Scott |

| 15 de enero de 2013 19:45 | Birmingham City (2) | 1 - 2   | Leeds United (2)                 | St Andrew's Stadium, Birmingham                    |                                                    |
|                           | Elliott 36'         | Reporte | McCormack 70' · Diouf 76' (pen.) | Asistencia: 8.962 espectadores Árbitro(s): Woolmer | Asistencia: 8.962 espectadores Árbitro(s): Woolmer |

| 15 de enero de 2013 19:45 | Brentford (3)             | 2 - 1   | Southend United (4) | Griffin Park, Brentford                             |                                                     |
|                           | Hayes 26' · Donaldson 76' | Reporte | Corr 69'            | Asistencia: 6.526 espectadores Árbitro(s): Drysdale | Asistencia: 6.526 espectadores Árbitro(s): Drysdale |

| 15 de enero de 2013 19:45 | Milton Keynes Dons (3)             | 2 - 0   | Sheffield Wednesday (2) | Stadium mk, Milton Keynes                          |                                                    |
|                           | Williams 28' (pen.) · Bowditch 75' | Reporte |                         | Asistencia: 6.782 espectadores Árbitro(s): Collins | Asistencia: 6.782 espectadores Árbitro(s): Collins |

| 15 de enero de 2013 20:00 | Blackpool (2)  | 1 - 2 (t. s.) | Fulham (1)                      | Bloomfield Road, Blackpool                                |                                                           |
|                           | Delfouneso 82' | Reporte       | Richardson 90' · Hangeland 116' | Asistencia: 8.706 espectadores Árbitro(s): Andre Marriner | Asistencia: 8.706 espectadores Árbitro(s): Andre Marriner |

| 15 de enero de 2013 20:00 | West Bromwich Albion (1) | 0 - 1   | Queens Park Rangers (1) | The Hawthorns, West Bromwich                                |                                                             |
|                           |                          | Reporte | Bothroyd 75'            | Asistencia: Martin Atkinson espectadores Árbitro(s): 11.184 | Asistencia: Martin Atkinson espectadores Árbitro(s): 11.184 |

| 16 de enero de 2013 19:30 | Arsenal (1)  | 1 - 0   | Swansea City (1) | Emirates Stadium, Londres                                    |                                                              |
|                           | Wilshere 86' | Reporte |                  | Asistencia: 58.359 espectadores Árbitro(s): Mark Clattenburg | Asistencia: 58.359 espectadores Árbitro(s): Mark Clattenburg |

| 16 de enero de 2013 20:05 | Manchester United (1) | 1 - 0   | West Ham United (1) | Old Trafford, Mánchester |                       |
|                           | Rooney 9'             | Reporte |                     | Árbitro(s): Phil Dowd    | Árbitro(s): Phil Dowd |

## Dieciseisavos de final
Los vencedores de los encuentros correspondientes a los trentaidosavos de final entraron a esta fase. El sorteo se produjo el 6 de enero de 2013. Macclesfield Town y Luton Town fueron los conjuntos de menor división que alcanzaron esta ronda pues pertenecen al quinto nivel del sistema de ligas inglés.
| 25 de enero de 2013 12:45 | Millwall (2)             | 2 - 1   | Aston Villa (1) | The Den, Londres                                           |                                                            |
|                           | Shittu 27' · Marquis 89' | Reporte | Bent 22'        | Asistencia: 15.007 espectadores Árbitro(s): Neil Swarbrick | Asistencia: 15.007 espectadores Árbitro(s): Neil Swarbrick |

| 26 de enero de 2013 12:45 | Stoke City (1) | 0 - 1   | Manchester City (1) | Britannia Stadium, Stoke-on-Trent                       |                                                         |
|                           |                | Reporte | Zabaleta 85'        | Asistencia: 19.814 espectadores Árbitro(s): Howard Webb | Asistencia: 19.814 espectadores Árbitro(s): Howard Webb |

| 26 de enero de 2013 15:00 | Norwich City (1) | 0 - 1   | Luton Town (5) | Carrow Road, Norwich                                       |                                                            |
|                           |                  | Reporte | Rendell 80'    | Asistencia: 26.521 espectadores Árbitro(s): Andre Marriner | Asistencia: 26.521 espectadores Árbitro(s): Andre Marriner |

| 26 de enero de 2013 15:00 | Macclesfield Town (5) | 0 - 1   | Wigan Athletic (1) | Moss Rose, Macclesfield                         |                                                 |
|                           |                       | Reporte | Gómez 7' (pen.)    | Asistencia: 5.849 espectadores Árbitro(s): East | Asistencia: 5.849 espectadores Árbitro(s): East |

| 26 de enero de 2013 15:00 | Derby County (2) | 0 - 3   | Blackburn Rovers (2)                       | Pride Park Stadium, Derby                           |                                                     |
|                           |                  | Reporte | Kazim-Richards 44' · Dann 66' · Rhodes 71' | Asistencia: 14.013 espectadores Árbitro(s): Attwell | Asistencia: 14.013 espectadores Árbitro(s): Attwell |

| 26 de enero de 2013 15:00 | Hull City (2) | 0 - 1   | Barnsley (2) | KC Stadium, Kingston upon Hull                    |                                                   |
|                           |               | Reporte | Dagnall 70'  | Asistencia: 9.932 espectadores Árbitro(s): Stroud | Asistencia: 9.932 espectadores Árbitro(s): Stroud |

| 26 de enero de 2013 15:00 | Middlesbrough (2)  | 2 - 1   | Aldershot Town (4) | Riverside Stadium, Middlesbrough                   |                                                    |
|                           | Jutkiewicz 83' 90' | Reporte | Hylton 89'         | Asistencia: 12.684 espectadores Árbitro(s): Madley | Asistencia: 12.684 espectadores Árbitro(s): Madley |

| 26 de enero de 2013 15:00 | Brighton & Hove Albion (2) | 2 - 3   | Arsenal (1)                  | Falmer Stadium, Falmer                                     |                                                            |
|                           | Barnes 33' · Ulloa 62'     | Reporte | Giroud 17' 56' · Walcott 85' | Asistencia: 27.113 espectadores Árbitro(s): Michael Oliver | Asistencia: 27.113 espectadores Árbitro(s): Michael Oliver |

| 26 de enero de 2013 15:00 | Reading (1)                                  | 4 - 0   | Sheffield United (3) | Madejski Stadium, Reading                             |                                                       |
|                           | Hunt 6' 50' · Leigertwood 40' · McCleary 54' | Reporte |                      | Asistencia: 14.715 espectadores Árbitro(s): Chris Foy | Asistencia: 14.715 espectadores Árbitro(s): Chris Foy |

| 26 de enero de 2013 15:00 | Huddersfield Town (2) | 1 - 1   | Leicester City (2) | John Smith's Stadium, Huddersfield                         |                                                            |
|                           | Novak 74'             | Reporte | Wood 82'           | Asistencia: 11.945 espectadores Árbitro(s): Anthony Taylor | Asistencia: 11.945 espectadores Árbitro(s): Anthony Taylor |

| 26 de enero de 2013 15:00 | Queens Park Rangers (1)  | 2 - 4   | Milton Keynes Dons (3)                                | Loftus Road, Londres                                  |                                                       |
|                           | Bothroyd 83' · Fabio 90' | Reporte | Traore 4' (a.g.) · Lowe 40' · Harley 50' · Potter 56' | Asistencia: 17.081 espectadores Árbitro(s): Mike Dean | Asistencia: 17.081 espectadores Árbitro(s): Mike Dean |

| 26 de enero de 2013 15:00 | Bolton Wanderers (2) | 1 - 2   | Everton (1)                | Estadio Reebok, Horwich                                     |                                                             |
|                           | Sordell 27'          | Reporte | Pienaar 18' · Heitinga 90' | Asistencia: 18.760 espectadores Árbitro(s): Martin Atkinson | Asistencia: 18.760 espectadores Árbitro(s): Martin Atkinson |

| 26 de enero de 2013 17:30 | Manchester United (1)                            | 4 - 1   | Fulham (1) | Old Trafford, Mánchester                                     |                                                              |
|                           | Giggs 3' (pen.) · Rooney 50' · Hernández 52' 66' | Reporte | Hughes 77' | Asistencia: 72.596 espectadores Árbitro(s): Mark Clattenburg | Asistencia: 72.596 espectadores Árbitro(s): Mark Clattenburg |

| 27 de enero de 2013 12:00 | Brentford (3)                     | 2 - 2   | Chelsea (1)            | Griffin Park, Brentford                              |                                                      |
|                           | Trotta 42' · Forrester 73' (pen.) | Reporte | Oscar 55' · Torres 83' | Asistencia: 12.146 espectadores Árbitro(s): Jon Moss | Asistencia: 12.146 espectadores Árbitro(s): Jon Moss |

| 27 de enero de 2013 14:00 | Leeds United (2)           | 2 - 1   | Tottenham Hotspur (1) | Elland Road, Leeds                                       |                                                          |
|                           | Varney 15' · McCormack 50' | Reporte | Dempsey 58'           | Asistencia: 29.943 espectadores Árbitro(s): Kevin Friend | Asistencia: 29.943 espectadores Árbitro(s): Kevin Friend |

| 27 de enero de 2013 16:00 | Oldham Athletic (3)       | 3 - 2   | Liverpool (1)          | Boundary Park, Oldham                                   |                                                         |
|                           | Smith 3' 45' · Wabara 48' | Reporte | Suárez 17' · Allen 80' | Asistencia: 10.295 espectadores Árbitro(s): Lee Probert | Asistencia: 10.295 espectadores Árbitro(s): Lee Probert |

Replays
| 12 de febrero de 2013 19:45 | Leicester City (2) | 1 - 2   | Huddersfield Town (2)     | King Power Stadium, Leicester                            |                                                          |
|                             | Keane 7'           | Reporte | Clayton 5' · Scannell 75' | Asistencia: 14,517 espectadores Árbitro(s): James Adcock | Asistencia: 14,517 espectadores Árbitro(s): James Adcock |

| 17 de febrero de 2013 12:00 | Chelsea (1)                                    | 4 - 0   | Brentford (3) | Stamford Bridge, Londres                                   |                                                            |
|                             | Mata 54' · Oscar 68' · Lampard 71' · Terry 81' | Reporte |               | Asistencia: 40.961 espectadores Árbitro(s): Neil Swarbrick | Asistencia: 40.961 espectadores Árbitro(s): Neil Swarbrick |

## Cuadro
|  | Octavos de final   | Octavos de final   | Octavos de final   |                   |   | Cuartos de final        | Cuartos de final        | Cuartos de final        |  |  | Semifinales                                  | Semifinales                                  | Semifinales                                  |  |  | Final                                  | Final                                  | Final                                  |
|  | 16 a 27 de febrero | 16 a 27 de febrero | 16 a 27 de febrero |                   |   | 9 de marzo a 1 de abril | 9 de marzo a 1 de abril | 9 de marzo a 1 de abril |  |  | 13 y 14 de abril Estadio de Wembley, Londres | 13 y 14 de abril Estadio de Wembley, Londres | 13 y 14 de abril Estadio de Wembley, Londres |  |  | 11 de mayo Estadio de Wembley, Londres | 11 de mayo Estadio de Wembley, Londres | 11 de mayo Estadio de Wembley, Londres |
|  |                    |                    |                    |                   |   |                         |                         |                         |  |  |                                              |                                              |                                              |  |  |                                        |                                        |                                        |
|  |                    |                    |                    |                   |   |                         |                         |                         |  |  |                                              |                                              |                                              |  |  |                                        |                                        |                                        |
|  |                    |                    |                    |                   |   |                         |                         |                         |  |  |                                              |                                              |                                              |  |  |                                        |                                        |                                        |
|  | Luton Town         | 0                  | -                  |                   |   |                         |                         |                         |  |  |                                              |                                              |                                              |  |  |                                        |                                        |                                        |
|  | Luton Town         | 0                  | -                  |                   |   |                         |                         |                         |  |  |                                              |                                              |                                              |  |  |                                        |                                        |                                        |
|  | Millwall           | 3                  | -                  |                   |   |                         |                         |                         |  |  |                                              |                                              |                                              |  |  |                                        |                                        |                                        |
|  | Millwall           | 3                  | -                  | Millwall          | 0 | 1                       |                         |                         |  |  |                                              |                                              |                                              |  |  |                                        |                                        |                                        |
|  |                    |                    |                    |                   | 0 | 1                       |                         |                         |  |  |                                              |                                              |                                              |  |  |                                        |                                        |                                        |
|  |                    | Blackburn Rovers   | 0                  | 0                 |   |                         |                         |                         |  |  |                                              |                                              |                                              |  |  |                                        |                                        |                                        |
|  | Arsenal            | Blackburn Rovers   | 0                  | 0                 | 0 | -                       |                         |                         |  |  |                                              |                                              |                                              |  |  |                                        |                                        |                                        |
|  | Arsenal            |                    |                    |                   | 0 | -                       |                         |                         |  |  |                                              |                                              |                                              |  |  |                                        |                                        |                                        |
|  | Blackburn Rovers   | 1                  | -                  |                   |   |                         |                         |                         |  |  |                                              |                                              |                                              |  |  |                                        |                                        |                                        |
|  | Blackburn Rovers   | 1                  | -                  | Millwall          | 0 | -                       |                         |                         |  |  |                                              |                                              |                                              |  |  |                                        |                                        |                                        |
|  |                    |                    |                    |                   | 0 | -                       |                         |                         |  |  |                                              |                                              |                                              |  |  |                                        |                                        |                                        |
|  |                    | Wigan Athletic     | 2                  | -                 |   |                         |                         |                         |  |  |                                              |                                              |                                              |  |  |                                        |                                        |                                        |
|  | Oldham Athletic    | Wigan Athletic     | 2                  | -                 | 2 | 1                       |                         |                         |  |  |                                              |                                              |                                              |  |  |                                        |                                        |                                        |
|  | Oldham Athletic    |                    |                    |                   | 2 | 1                       |                         |                         |  |  |                                              |                                              |                                              |  |  |                                        |                                        |                                        |
|  | Everton            | 2                  | 3                  |                   |   |                         |                         |                         |  |  |                                              |                                              |                                              |  |  |                                        |                                        |                                        |
|  | Everton            | 2                  | 3                  | Everton           | 0 | -                       |                         |                         |  |  |                                              |                                              |                                              |  |  |                                        |                                        |                                        |
|  |                    |                    |                    |                   | 0 | -                       |                         |                         |  |  |                                              |                                              |                                              |  |  |                                        |                                        |                                        |
|  |                    | Wigan Athletic     | 3                  | -                 |   |                         |                         |                         |  |  |                                              |                                              |                                              |  |  |                                        |                                        |                                        |
|  | Huddersfield Town  | Wigan Athletic     | 3                  | -                 | 1 | -                       |                         |                         |  |  |                                              |                                              |                                              |  |  |                                        |                                        |                                        |
|  | Huddersfield Town  |                    |                    |                   | 1 | -                       |                         |                         |  |  |                                              |                                              |                                              |  |  |                                        |                                        |                                        |
|  | Wigan Athletic     | 4                  | -                  |                   |   |                         |                         |                         |  |  |                                              |                                              |                                              |  |  |                                        |                                        |                                        |
|  | Wigan Athletic     | 4                  | -                  | Wigan Athletic    | 1 |                         |                         |                         |  |  |                                              |                                              |                                              |  |  |                                        |                                        |                                        |
|  |                    |                    |                    |                   | 1 |                         |                         |                         |  |  |                                              |                                              |                                              |  |  |                                        |                                        |                                        |
|  |                    | Manchester City    | 0                  |                   |   |                         |                         |                         |  |  |                                              |                                              |                                              |  |  |                                        |                                        |                                        |
|  | Manchester United  | Manchester City    | 0                  | 2                 | - |                         |                         |                         |  |  |                                              |                                              |                                              |  |  |                                        |                                        |                                        |
|  | Manchester United  |                    |                    |                   | - |                         |                         |                         |  |  |                                              |                                              |                                              |  |  |                                        |                                        |                                        |
|  | Reading            | 1                  | -                  |                   |   |                         |                         |                         |  |  |                                              |                                              |                                              |  |  |                                        |                                        |                                        |
|  | Reading            | 1                  | -                  | Manchester United | 2 | 0                       |                         |                         |  |  |                                              |                                              |                                              |  |  |                                        |                                        |                                        |
|  |                    |                    |                    |                   | 2 | 0                       |                         |                         |  |  |                                              |                                              |                                              |  |  |                                        |                                        |                                        |
|  |                    | Chelsea            | 2                  | 1                 |   |                         |                         |                         |  |  |                                              |                                              |                                              |  |  |                                        |                                        |                                        |
|  | Middlesbrough      | Chelsea            | 2                  | 1                 | 0 | -                       |                         |                         |  |  |                                              |                                              |                                              |  |  |                                        |                                        |                                        |
|  | Middlesbrough      |                    |                    |                   | 0 | -                       |                         |                         |  |  |                                              |                                              |                                              |  |  |                                        |                                        |                                        |
|  | Chelsea            | 2                  | -                  |                   |   |                         |                         |                         |  |  |                                              |                                              |                                              |  |  |                                        |                                        |                                        |
|  | Chelsea            | 2                  | -                  | Chelsea           | 1 | -                       |                         |                         |  |  |                                              |                                              |                                              |  |  |                                        |                                        |                                        |
|  |                    |                    |                    |                   | 1 | -                       |                         |                         |  |  |                                              |                                              |                                              |  |  |                                        |                                        |                                        |
|  |                    | Manchester City    | 2                  | -                 |   |                         |                         |                         |  |  |                                              |                                              |                                              |  |  |                                        |                                        |                                        |
|  | Manchester City    | Manchester City    | 2                  | -                 | 4 | -                       |                         |                         |  |  |                                              |                                              |                                              |  |  |                                        |                                        |                                        |
|  | Manchester City    |                    |                    |                   | 4 | -                       |                         |                         |  |  |                                              |                                              |                                              |  |  |                                        |                                        |                                        |
|  | Leeds United       | 0                  | -                  |                   |   |                         |                         |                         |  |  |                                              |                                              |                                              |  |  |                                        |                                        |                                        |
|  | Leeds United       | 0                  | -                  | Manchester City   | 5 | -                       |                         |                         |  |  |                                              |                                              |                                              |  |  |                                        |                                        |                                        |
|  |                    |                    |                    |                   | 5 | -                       |                         |                         |  |  |                                              |                                              |                                              |  |  |                                        |                                        |                                        |
|  |                    | Barnsley           | 0                  | -                 |   |                         |                         |                         |  |  |                                              |                                              |                                              |  |  |                                        |                                        |                                        |
|  | Milton Keynes Dons | Barnsley           | 0                  | -                 | 1 | -                       |                         |                         |  |  |                                              |                                              |                                              |  |  |                                        |                                        |                                        |
|  | Milton Keynes Dons |                    |                    |                   | 1 | -                       |                         |                         |  |  |                                              |                                              |                                              |  |  |                                        |                                        |                                        |
|  | Barnsley           | 3                  | -                  |                   |   |                         |                         |                         |  |  |                                              |                                              |                                              |  |  |                                        |                                        |                                        |

En cada llave, el equipo ubicado en la primera línea es el que ejerce la localía en el primer partido.

## Octavos de final
El sorteo se realizó después de la derrota de Liverpool ante el Oldham Athletic, el 27 de enero de 2013. Luton Town de la Conference National (quinta división) fue el equipo de menor división que llegó a estas instancias.
| 16 de febrero de 2013 12:45 | Luton Town (5) | 0 - 3   | Millwall (2)                          | Kenilworth Road, Luton                                 |                                                        |
|                             |                | Reporte | Henry 12' · Hulse 36' · N'Guessan 86' | Asistencia: 9.768 espectadores Árbitro(s): Lee Probert | Asistencia: 9.768 espectadores Árbitro(s): Lee Probert |

| 16 de febrero de 2013 15:00 | Arsenal (1) | 0 - 1   | Blackburn Rovers (2) | Emirates Stadium, Londres                             |                                                       |
|                             |             | Reporte | Kâzım-Richards 72'   | Asistencia: 60.070 espectadores Árbitro(s): Mike Dean | Asistencia: 60.070 espectadores Árbitro(s): Mike Dean |

| 16 de febrero de 2013 15:00 | Milton Keynes Dons (3) | 1 - 3   | Barnsley (2)                  | Stadium mk, Milton Keynes                         |                                                   |
|                             | Bowditch 61'           | Reporte | Dagnall 3' 90' · Harewood 19' | Asistencia: 14.475 espectadores Árbitro(s): Jones | Asistencia: 14.475 espectadores Árbitro(s): Jones |

| 16 de febrero de 2013 18:00 | Oldham Athletic (3)   | 2 - 2   | Everton (1)                 | Boundary Park, Oldham                                |                                                      |
|                             | Obita 13' · Smith 90' | Reporte | Anichebe 24' · Jagielka 48' | Asistencia: 9.473 espectadores Árbitro(s): Phil Dowd | Asistencia: 9.473 espectadores Árbitro(s): Phil Dowd |

| 17 de febrero de 2013 14:00 | Manchester City (1)                             | 4 - 0   | Leeds United (2) | Estadio Ciudad de Mánchester, Mánchester                     |                                                              |
|                             | Y. Touré 5' · Agüero 15' (pen.) 74' · Tévez 52' | Reporte |                  | Asistencia: 46.849 espectadores Árbitro(s): Mark Clattenburg | Asistencia: 46.849 espectadores Árbitro(s): Mark Clattenburg |

| 17 de febrero de 2013 15:55 | Huddersfield Town (2) | 1 - 4   | Wigan Athletic (1)                          | John Smith's Stadium, Huddersfield                         |                                                            |
|                             | Novak 62'             | Reporte | McManaman 31' · Koné 40' 89' · McArthur 56' | Asistencia: 12.117 espectadores Árbitro(s): Michael Oliver | Asistencia: 12.117 espectadores Árbitro(s): Michael Oliver |

| 18 de febrero de 2013 20:00 | Manchester United (1)    | 2 - 1   | Reading (1) | Old Trafford, Mánchester   |                            |
|                             | Nani 69' · Hernández 72' | Reporte | McAnuff 81' | Árbitro(s): Andre Marriner | Árbitro(s): Andre Marriner |

| 27 de febrero de 2013 19:45 | Middlesbrough (2) | 0 - 2   | Chelsea (1)             | Riverside Stadium, Middlesbrough                            |                                                             |
|                             |                   | Reporte | Ramires 53' · Moses 73' | Asistencia: 27.856 espectadores Árbitro(s): Martin Atkinson | Asistencia: 27.856 espectadores Árbitro(s): Martin Atkinson |

Replays
| 26 de febrero de 2013 19:45 | Everton (1)                                  | 3 - 1   | Oldham Athletic (3) | Goodison Park, Liverpool                                   |                                                            |
|                             | Mirallas 15' · Baines 34' (pen.) · Osman 62' | Reporte | Smith 64'           | Asistencia: 32.688 espectadores Árbitro(s): Michael Oliver | Asistencia: 32.688 espectadores Árbitro(s): Michael Oliver |

## Cuartos de final
| 9 de marzo de 2013 12:45 | Everton (1) | 0 - 3   | Wigan Athletic (1)                       | Goodison Park, Liverpool                                 |                                                          |
|                          |             | Reporte | Figueroa 30' · McManaman 31' · Gómez 33' | Asistencia: 35.068 espectadores Árbitro(s): Kevin Friend | Asistencia: 35.068 espectadores Árbitro(s): Kevin Friend |

| 9 de marzo de 2013 17:30 | Manchester City (1)                         | 5 - 0   | Barnsley (2) | Estadio Ciudad de Mánchester, Mánchester                   |                                                            |
|                          | Tévez 11' 31' 50' · Kolarov 27' · Silva 64' | Reporte |              | Asistencia: 46.728 espectadores Árbitro(s): Anthony Taylor | Asistencia: 46.728 espectadores Árbitro(s): Anthony Taylor |

| 10 de marzo de 2013 14:00 | Manchester United (1)     | 2 - 2   | Chelsea (1)              | Old Trafford, Mánchester |  |
|                           | Hernández 5' · Rooney 11' | Reporte | Hazard 59' · Ramires 68' |                          |  |

| 10 de marzo de 2013 16:30 | Millwall (2) | 0 - 0   | Blackburn Rovers (2) | The Den, Londres |  |
|                           |              | Reporte |                      |                  |  |

Replays
| 13 de marzo de 2013 19:45 | Blackburn Rovers (2) | 0 - 1 | Millwall (2) | Ewood Park, Blackburn |  |
|                           |                      |       | Shittu 42'   |                       |  |

| 1 de abril de 2013 | Chelsea (1) | 1 - 0 | Manchester United (1) | Stamford Bridge, Londres |  |
|                    | Ba 48'      |       |                       |                          |  |

## Semifinales
| 13 de abril de 2013 18:15 | Millwall (2) | 0 - 2   | Wigan Athletic (1)          | Wembley Stadium, Londres |  |
|                           |              | Reporte | Maloney 25' · McManaman 78' |                          |  |

| 14 de abril de 2013 | Chelsea (1) | 1 - 2   | Manchester City (1)    | Wembley Stadium, Londres |  |
|                     | Ba 66'      | Reporte | Nasri 35' · Agüero 47' |                          |  |

## Final
La final de la copa se decidió entre Wigan Athletic y el Manchester City. Se disputó el 11 de mayo de 2013 en el Estadio Wembley.
| 1          | Guardameta     | Joe Hart        |       |
| 5          | Defensa        | Pablo Zabaleta  |       |
| 4          | Defensa        | Vincent Kompany |       |
| 33         | Defensa        | Matija Nastasić |       |
| 22         | Defensa        | Gaël Clichy     |       |
| 42         | Centrocampista | Yaya Touré      |       |
| 18         | Centrocampista | Gareth Barry    | 90+2' |
| 8          | Centrocampista | Samir Nasri     | 54'   |
| 21         | Centrocampista | David Silva     |       |
| 32         | Delantero      | Carlos Tévez    | 69'   |
| 16         | Delantero      | Sergio Agüero   |       |
| Entrenador | Entrenador     | Roberto Mancini |       |

| 1          | Guardameta     | Joel Robles      |     |
| 17         | Defensa        | Emmerson Boyce   |     |
| 3          | Defensa        | Antolín Alcaraz  |     |
| 33         | Defensa        | Paul Scharner    |     |
| 16         | Centrocampista | James McArthur   |     |
| 4          | Centrocampista | James McCarthy   |     |
| 14         | Centrocampista | Jordi Gómez      | 81' |
| 18         | Centrocampista | Roger Espinoza   |     |
| 15         | Centrocampista | Callum McManaman |     |
| 10         | Delantero      | Shaun Maloney    |     |
| 2          | Delantero      | Arouna Koné      |     |
| Entrenador | Entrenador     | Roberto Martínez |     |

| 7  | Centrocampista | James Milner | 54'   |
| 17 | Centrocampista | Jack Rodwell | 69'   |
| 10 | Delantero      | Edin Džeko   | 90+2' |

| 8 | Centrocampista | Ben Watson | 81' |

|  |

| Anotado | 90+1' | Ben Watson | 0-1 |

| Amonestado | 60' | Pablo Zabaleta  |
| Amonestado | 75' | Matija Nastasić |
| Amonestado | 87' | Gareth Barry    |

| Amonestado | 90+3' | Joel Robles |

| Expulsado | 84' | Pablo Zabaleta |

| Árbitro:             | Andre Marriner |
| Árbitros asistentes: | Stephen Child  |
| Árbitros asistentes: | Simon Long     |
| Cuarto árbitro:      | Anthony Taylor |
| Reporte              |                |

| 1          | Guardameta     | Joe Hart        |       |
| 5          | Defensa        | Pablo Zabaleta  |       |
| 4          | Defensa        | Vincent Kompany |       |
| 33         | Defensa        | Matija Nastasić |       |
| 22         | Defensa        | Gaël Clichy     |       |
| 42         | Centrocampista | Yaya Touré      |       |
| 18         | Centrocampista | Gareth Barry    | 90+2' |
| 8          | Centrocampista | Samir Nasri     | 54'   |
| 21         | Centrocampista | David Silva     |       |
| 32         | Delantero      | Carlos Tévez    | 69'   |
| 16         | Delantero      | Sergio Agüero   |       |
| Entrenador | Entrenador     | Roberto Mancini |       |

| 1          | Guardameta     | Joel Robles      |     |
| 17         | Defensa        | Emmerson Boyce   |     |
| 3          | Defensa        | Antolín Alcaraz  |     |
| 33         | Defensa        | Paul Scharner    |     |
| 16         | Centrocampista | James McArthur   |     |
| 4          | Centrocampista | James McCarthy   |     |
| 14         | Centrocampista | Jordi Gómez      | 81' |
| 18         | Centrocampista | Roger Espinoza   |     |
| 15         | Centrocampista | Callum McManaman |     |
| 10         | Delantero      | Shaun Maloney    |     |
| 2          | Delantero      | Arouna Koné      |     |
| Entrenador | Entrenador     | Roberto Martínez |     |

| 7  | Centrocampista | James Milner | 54'   |
| 17 | Centrocampista | Jack Rodwell | 69'   |
| 10 | Delantero      | Edin Džeko   | 90+2' |

| 8 | Centrocampista | Ben Watson | 81' |

|  |

| Anotado | 90+1' | Ben Watson | 0-1 |

| Amonestado | 60' | Pablo Zabaleta  |
| Amonestado | 75' | Matija Nastasić |
| Amonestado | 87' | Gareth Barry    |

| Amonestado | 90+3' | Joel Robles |

| Expulsado | 84' | Pablo Zabaleta |

| Árbitro:             | Andre Marriner |
| Árbitros asistentes: | Stephen Child  |
| Árbitros asistentes: | Simon Long     |
| Cuarto árbitro:      | Anthony Taylor |
| Reporte              |                |

|                       |
| Bandera de Inglaterra |
| Campeón               |
| Wigan Athletic        |
| 1º título             |

## Goleadores
| Danny Hylton                             | Aldershot Town     | 8 |
| Carlos Tévez                             | Manchester City    | 5 |
| Barry Corr                               | Southend United    | 4 |
| Dean Cox                                 | Burnley            | 4 |
| Clayton Donaldson                        | Brentford          | 4 |
| Will Hatfield                            | Accrington Stanley | 4 |
| Dave Mooney                              | Leyton Orient      | 4 |
| Scott Rendell                            | Luton Town         | 4 |
| Matt Smith                               | Oldham Athletic    | 4 |
| Marvin Sordell                           | Bolton Wanderers   | 4 |
| Última actualización: 9 de marzo de 2013 |                    |   |